# Caripeta seductaria
Caripeta seductaria là một loài bướm đêm trong họ Geometridae.